# 茶内駅
茶内駅（ちゃないえき）は、北海道厚岸郡浜中町茶内緑113にある北海道旅客鉄道（JR北海道）根室本線（花咲線）の駅である。電報略号はチナ。事務管理コードは▲110445。

## 歴史

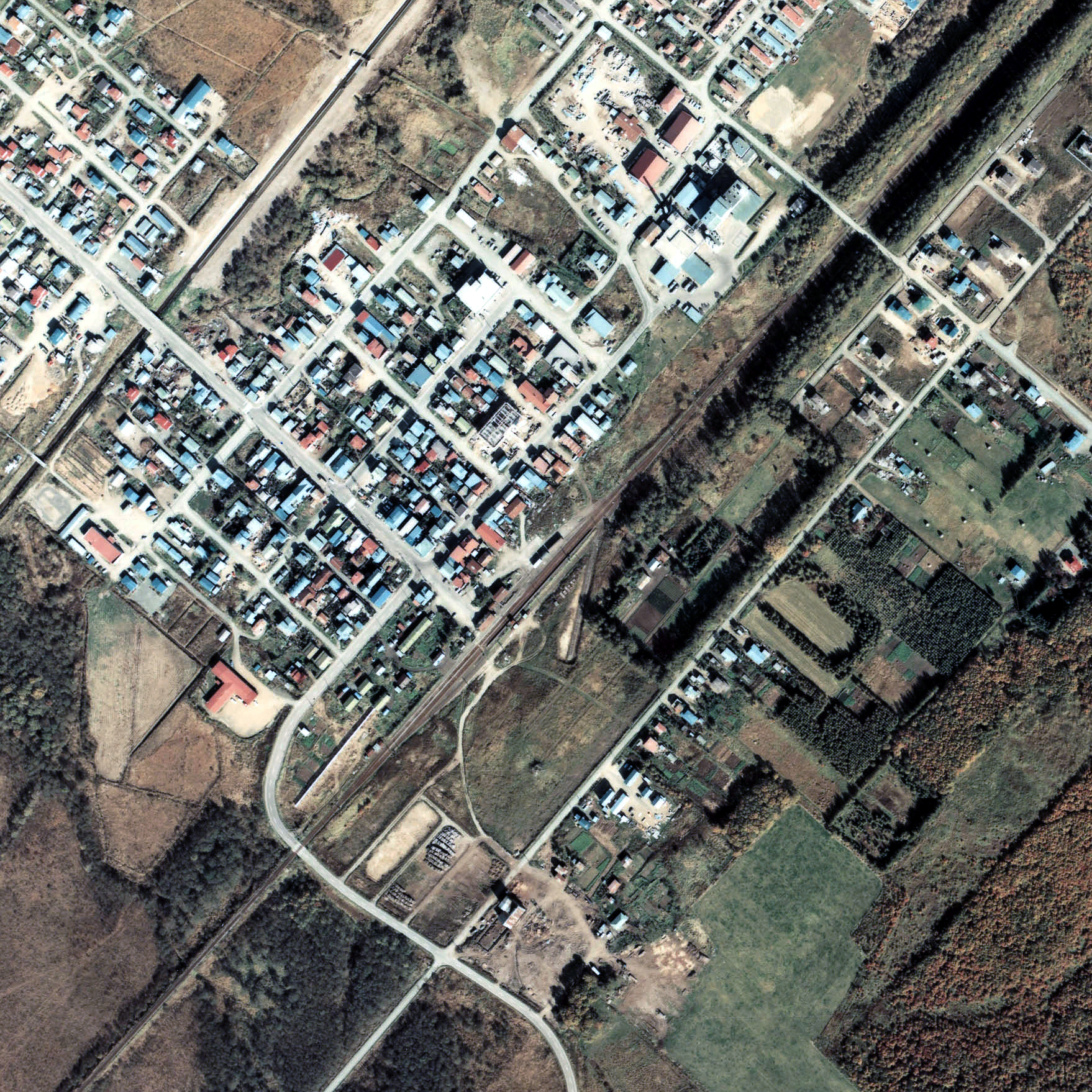
1978年の茶内駅と周囲約750m範囲。右上が根室方面。千鳥状にずれた相対式ホーム2面2線と駅裏側に副本線、駅舎横の根室側に櫛形の貨物ホームと引込み線を有する。貨物扱いが廃止される1年前だが、既に駅表裏共にストックヤードは全く使用されていない。
貨物ホーム側のヤードに接して、この写真の6年前に廃止された浜中町営軌道の停車場が設けられ、数本の側線も有していたが、設備は全て撤去されて跡形も無くなっている。この軌道は本線に沿って少し根室側に向かった後、ほぼ90°のカーブを描いて西北にある分岐点の秩父内停車場へ向かっていた。写真中央よりやや右上にカーブする軌道跡と上端中央より左側に用水路状の小川（風蓮川の支流ノコベリベツ川）を渡って行く軌道跡が残されている。

1972年までは駅前に軌間762ミリの簡易軌道茶内線（浜中町営軌道）の事務所と車庫がおかれており、奥地の西円朱別、厚岸町の別寒辺牛、別海町（運行当時は別海村）の上風連との間を結んでいた。

### 年表
- 1919年（大正8年）11月25日：鉄道院釧路本線（→根室本線）厚岸駅 - 厚床駅間延伸に伴い開業[3][4]。
- 1950年（昭和25年）3月31日：駅舎改築[5]。
- 1979年（昭和54年）7月15日：貨物取扱い廃止[5]。
- 1984年（昭和59年）2月1日：荷物取扱い廃止[5]。
- 1986年（昭和61年）11月1日：無人（簡易委託）化[5]。
- 1987年（昭和62年）4月1日：国鉄分割民営化により、北海道旅客鉄道（JR北海道）の駅となる[6]。
- 1992年（平成4年）：簡易委託廃止、完全無人化。
- 2002年（平成14年）4月20日：ふれ茶内館オープン式典開催。
- 2012年（平成24年）4月1日：ルパン三世ラッピングトレイン出発式開催。
- 2021年（令和3年）：同年度に浜中町により駅前に公衆トイレ兼町営デマンドバス待合所を設置、これに伴い駅舎内のトイレを使用停止[JR北 1]。

### 駅名の由来
所在地名より。アイヌ語で「サケの産卵場のある・川」を表す「イチャンナイ（ican-nay）」に由来するとされる。

## 駅構造
相対式2面2線ホームの地上駅。木造駅舎を持ち、駅舎側が1番のりばとなっており、2番のりばにも待合所が設置されている。その2番のりばを挟んでもう一本側線があり、保線のために使用される。1番のりば、2番のりばともに構内踏切がある。線内を運行する普通列車、快速列車ともに全て停車する。
釧路支社での集中制御による無人駅（厚岸駅管理）。駅舎は有人時代の建物を補修して、そのまま使用している。旧駅務室は浜中町の展示コーナー「ふれ茶内（ちゃう）館」となっており、浜中町営軌道の写真、資料が展示されている。
当駅が位置する浜中町は漫画「ルパン三世」などで知られるモンキー・パンチの出身地であるため、当駅にはルパンなどの等身大パネルが設置されている。

### のりば
| 番線 | 路線                 | 方向 | 行先     |
| ---- | -------------------- | ---- | -------- |
| 1    | ■根室本線 （花咲線） | 下り | 根室方面 |
| 2    | ■根室本線 （花咲線） | 上り | 釧路方面 |

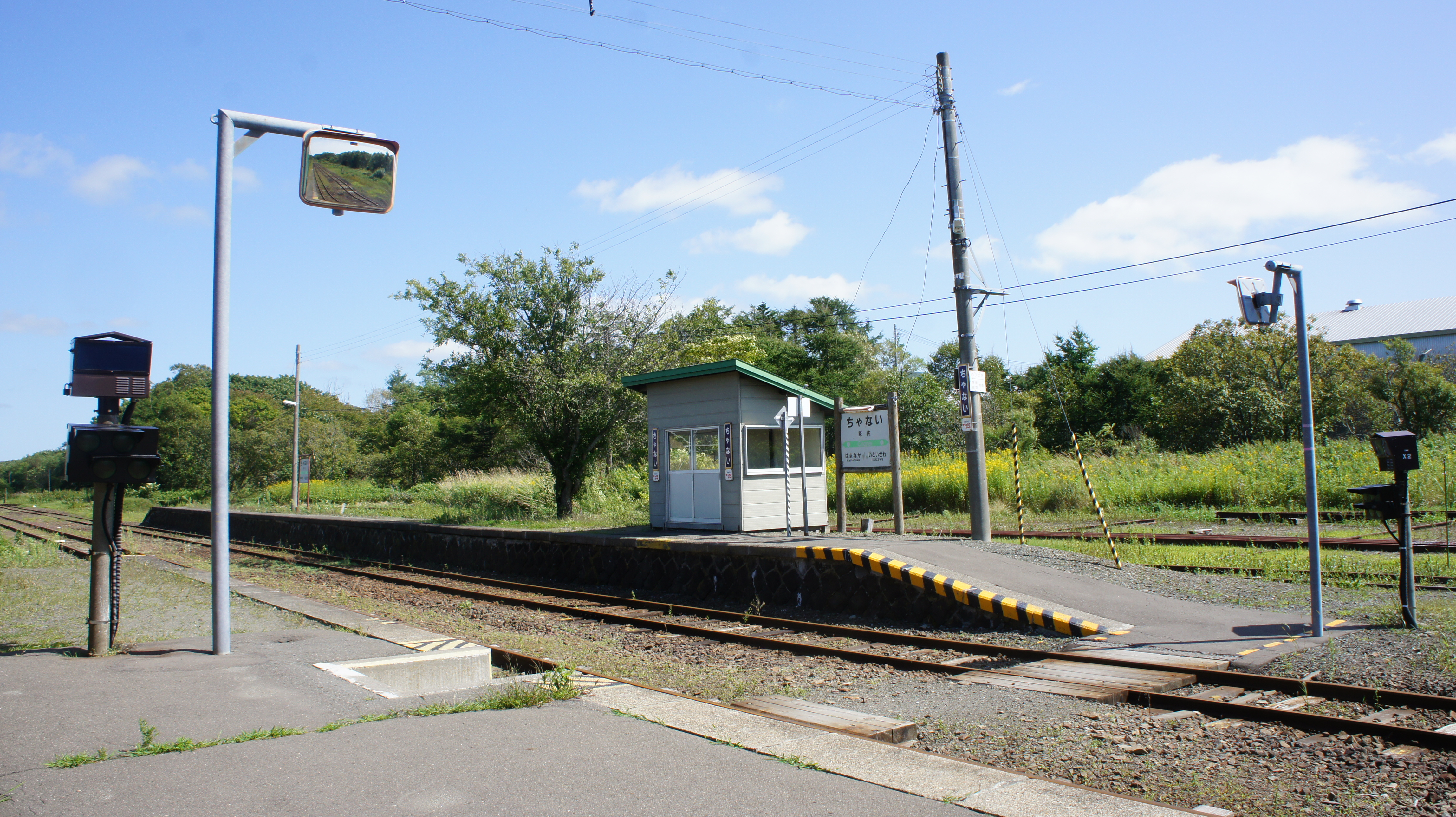
ホームと構内踏切（2018年9月）

## 駅弁
2020年4月6日に、JR北海道が、花咲線区間での「ご当地弁当」を楽しむ取り組みを目的に、茶内駅を発着する一部列車（上下各2本）で、以下の駅弁の出張販売（事前予約制）を行うことを発表した。
- 浜中の時弁

## 利用状況
乗車人員の推移は以下のとおり。年間の値のみ判明している年については、当該年度の日数で除した値を括弧書きで1日平均欄に示す。乗降人員のみが判明している場合は、1/2した値を括弧書きで記した。
また、「JR調査」については、当該の年度を最終年とする過去5年間の各調査日における平均である。
| 年度               | 乗車人員（人） | 乗車人員（人） | 乗車人員（人） | 出典       | 備考                |
| 年度               | 年間           | 1日平均        | JR調査         | 出典       | 備考                |
| ------------------ | -------------- | -------------- | -------------- | ---------- | ------------------- |
| 1978年（昭和53年） |                | 149            |                | [ 9 ]      |                     |
| 1992年（平成04年） |                | (30.0)         |                | [ 10 ]     | 1日平均乗降客数70人 |
| 2016年（平成28年） |                |                | 17.2           | [ JR北 3 ] |                     |
| 2017年（平成29年） |                |                | 17.2           | [ JR北 4 ] |                     |
| 2018年（平成30年） |                |                | 16.6           | [ JR北 5 ] |                     |
| 2019年（令和元年） |                |                | 16.2           | [ JR北 6 ] |                     |
| 2020年（令和02年） |                |                | 14.6           | [ JR北 7 ] |                     |
| 2021年（令和03年） |                |                | 13.8           | [ JR北 8 ] |                     |
| 2022年（令和04年） |                |                | 12.6           | [ JR北 9 ] |                     |

## 駅周辺
駅前は茶内優良商店会を中心とする比較的大きな市街を形成している。
- 浜中町茶内合同庁舎（茶内栄）
  - 浜中町役場茶内支所
  - 釧路東部消防組合浜中消防署茶内分遣所・浜中消防団第3分団
- 厚岸警察署茶内警察官駐在所（茶内橋北東）
- 茶内郵便局（茶内本町）
- 浜中町茶内コミュニティセンター（茶内若葉1丁目）
- 浜中町農業者トレーニングセンター（茶内橋北東）
- 浜中町立茶内診療所（茶内緑）
- 浜中町立茶内歯科診療所（茶内緑）
- 浜中町立茶内保育所（茶内橋北西）
- 浜中町立茶内小学校（茶内橋北西）
- 浜中町立茶内中学校（茶内橋北西）
- 浜中町茶内スケートリンク（茶内橋北西）
- 浜中町農業協同組合（JA浜中町）本所（茶内栄）
  - コープはまなか
- 特別養護老人ホーム「ハイツ・野いちご」（茶内緑）
- タカナシ乳業北海道工場（茶内栄）
- 国道44号
  - くしろバス、根室交通「茶内」停留所（特急ねむろ号）[11]
- 北海道道506号茶内停車場線・北海道道599号火散布茶内停車場線

## 隣の駅
北海道旅客鉄道（JR北海道）
根室本線（花咲線）

厚岸駅 - *糸魚沢駅 - 茶内駅 - 浜中駅
*打消線は廃駅
浜中町営軌道
茶内線 - 1972年廃止
茶内駅 - 国道駅

## その他
- 映画『男はつらいよ 夜霧にむせぶ寅次郎』（1984年公開）のロケ地として使用された。

### JR北海道
1. ↑  “アクションプランの取組状況”.   北海道旅客鉄道 (2022年3月9日). 2022年10月1日時点のオリジナルよりアーカイブ。2022年10月1日閲覧。
2. ↑  『令和2年度花咲線の取り組み』（PDF）（プレスリリース）北海道旅客鉄道、2020年4月6日。オリジナルの2020年4月6日時点におけるアーカイブ。2020年4月6日閲覧。
3. ↑  「根室線（釧路・根室間）」（PDF）『線区データ（当社単独では維持することが困難な線区）』、北海道旅客鉄道、2017年12月8日。オリジナルの2017年12月9日時点におけるアーカイブ。2017年12月10日閲覧。
4. ↑  「根室線（釧路・根室間）」（PDF）『線区データ（当社単独では維持することが困難な線区）(地域交通を持続的に維持するために)』、北海道旅客鉄道株式会社、3頁、2018年7月2日。オリジナルの2018年8月19日時点におけるアーカイブ。2018年8月19日閲覧。
5. ↑  “根室線（釧路・根室間）” (PDF). 線区データ（当社単独では維持することが困難な線区）(地域交通を持続的に維持するために).   北海道旅客鉄道. p. 3 (2019年10月18日). 2019年10月18日時点のオリジナルよりアーカイブ。2019年10月18日閲覧。
6. ↑  “根室線（釧路・根室間）” (PDF). 地域交通を持続的に維持するために > 輸送密度200人以上2,000人未満の線区（「黄色」8線区）.   北海道旅客鉄道. p. 3 (2020年10月30日). 2020年11月2日時点のオリジナルよりアーカイブ。2020年11月2日閲覧。
7. ↑  “駅別乗車人員  特定日調査（平日）に基づく”.   北海道旅客鉄道. 2022年8月3日時点のオリジナルよりアーカイブ。2022年8月14日閲覧。
8. ↑  “駅別乗車人員  特定日調査（平日）に基づく”.   北海道旅客鉄道. 2022年9月3日時点のオリジナルよりアーカイブ。2022年9月3日閲覧。
9. ↑  “駅別乗車人員  特定日調査（平日）に基づく”.   北海道旅客鉄道. 2023年11月10日時点のオリジナルよりアーカイブ。2023年11月10日閲覧。